# 플래그십 엔터테인먼트
플래그십 엔터테이먼트(Flagship Entertainment)는 중화인민공화국 홍콩에 본사를 둔 영화 제작사로서, 워너미디어, 중국 미디어 캐피탈과 TVB이 주도해 2015년 설립됐다.